# Cardiff
Cardiff (in inglese) o Caerdydd (in gallese) è una città del Regno Unito, capitale del Galles. È l'undicesima città del Paese per popolazione e si trova sulla baia di Bristol alla foce del fiume Taff, nel sud-est del Galles e vicino al confine con l'Inghilterra. Come principale centro commerciale del Galles, Cardiff è la base per la maggior parte delle istituzioni culturali ed è la sede del parlamento gallese. Fa parte della rete Eurocities delle più grandi città europee.
Cardiff è la città della storica contea di Glamorgan e, dal 1974, South Glamorgan. Piccola città fino all'inizio del XIX secolo, Cardiff deve la sua importanza all'industrializzazione della regione, che contribuì a farla diventare una città di primo piano come porto principale per il trasporto del carbone. Nel 1905 Cardiff divenne una città e fu proclamata capoluogo del Galles nel 1955. Nel censimento del 2011, la popolazione era di 346 090. L'area urbana di Cardiff ricopre una superficie leggermente più ampia della contea, comprendendo anche le città di Dinas Powys e Penarth, e dagli anni ottanta ha visto uno sviluppo significativo. Una nuova area sul lungomare della Baia di Cardiff ospita l'edificio Senedd, sede del parlamento gallese e del complesso artistico del Wales Millennium Centre. Gli sviluppi attuali includono il proseguimento della riqualificazione della baia di Cardiff e delle aree del centro cittadino con progetti per strutture sportive e culturali e un nuovo quartiere degli affari nel centro della città.
Le sedi sportive della città includono il Principality Stadium, lo stadio nazionale e la sede della squadra nazionale di rugby del Galles, Sophia Gardens (la casa del Glamorgan County Cricket Club), il Cardiff City Stadium (la sede del Cardiff City e della nazionale di calcio del Galles), Cardiff International Sports Stadium (la casa del Cardiff Amateur Athletic Club), Cardiff Arms Park (sede delle squadre di rugby Cardiff Blues e Cardiff RFC) e Ice Arena Wales (la casa della squadra di hockey su ghiaccio di Cardiff Devils). La città ospitò i giochi del 1958 dell'Impero britannico e del Commonwealth. Cardiff è stata insignita come Città Europea dello Sport per il suo ruolo nell'ospitare importanti eventi sportivi internazionali nel 2009 e di nuovo nel 2014. Il Principality Stadium ha ospitato 11 partite di calcio nell'ambito delle Olimpiadi estive del 2012, tra cui l'evento di apertura dei giochi e la partita di medaglia di bronzo maschile.

## Geografia fisica
Il centro di Cardiff è relativamente pianeggiante ed è delimitato da colline alla periferia a est, nord e ovest. La sua posizione ha influenzato il suo sviluppo come il più grande porto di carbone del mondo, in particolare la sua vicinanza e un facile accesso ai giacimenti di carbone delle valli del Galles del sud. Il punto più alto nell'area è Garth Hill, a 307 metri (1 007 piedi) sul livello del mare.
Cardiff è costruita su una palude bonificata su un letto di pietre triassiche; questa palude bonificata si estende da Chepstow alla foce del fiume Ely, che è il confine naturale di Cardiff e della Valle di Glamorgan. Le classiche rocce marnose, sabbia e conglomerati del Triassico sono utilizzate prevalentemente a Cardiff come materiali da costruzione. Molte di queste rocce triassiche sono violacee, in particolare la marna costiera trovata vicino a Penarth.
Cardiff è delimitata a ovest dal distretto rurale della Vale of Glamorgan,  a est dalla città di Newport; a nord dalle valli del Galles meridionale; e a sud dall'estuario del Severn e dal canale di Bristol. Il fiume Taff si snoda attraverso il centro della città e insieme al fiume Ely sfocia nel lago di acqua dolce della baia di Cardiff. Un terzo fiume, il Rhymney, scorre attraverso l'est della città direttamente nell'estuario di Severn. Cardiff si trova vicino alla Glamorgan Heritage Coast, che si estende verso ovest da Penarth e Barry - città pendolari di Cardiff - con scogliere giurassiche a strisce giallo-blu. La costa di Glamorgan è l'unica parte del Mar Celtico che ha esposto la geologia giurassica. Questo tratto di costa, con alte scogliere frastagliate e banchi di sabbia, la rendono ostile alla navigazione; durante l'era industriale molte navi che navigavano in questa zona per raggiungere Cardiff andarono distrutte.

### Clima
| Cardiff             | Mesi | Mesi | Mesi | Mesi | Mesi | Mesi | Mesi | Mesi | Mesi | Mesi | Mesi | Mesi | Stagioni | Stagioni | Stagioni | Stagioni | Anno |
| Cardiff             | Gen  | Feb  | Mar  | Apr  | Mag  | Giu  | Lug  | Ago  | Set  | Ott  | Nov  | Dic  | Inv      | Pri      | Est      | Aut      | Anno |
| ------------------- | ---- | ---- | ---- | ---- | ---- | ---- | ---- | ---- | ---- | ---- | ---- | ---- | -------- | -------- | -------- | -------- | ---- |
| T. max. media (°C)  | 6,7  | 7,4  | 9,6  | 12,9 | 16,2 | 19,4 | 20,9 | 20,6 | 17,9 | 13,6 | 10,1 | 7,8  | 7,3      | 12,9     | 20,3     | 13,9     | 13,6 |
| T. min. media (°C)  | 1,7  | 2,0  | 3,1  | 5,5  | 8,4  | 11,5 | 13,0 | 12,9 | 10,9 | 7,5  | 4,5  | 2,6  | 2,1      | 5,7      | 12,5     | 7,6      | 7,0  |
| Precipitazioni (mm) | 100  | 74   | 78   | 59   | 64   | 64   | 68   | 82   | 92   | 97   | 105  | 108  | 282      | 201      | 214      | 294      | 991  |

## Monumenti e luoghi d'interesse

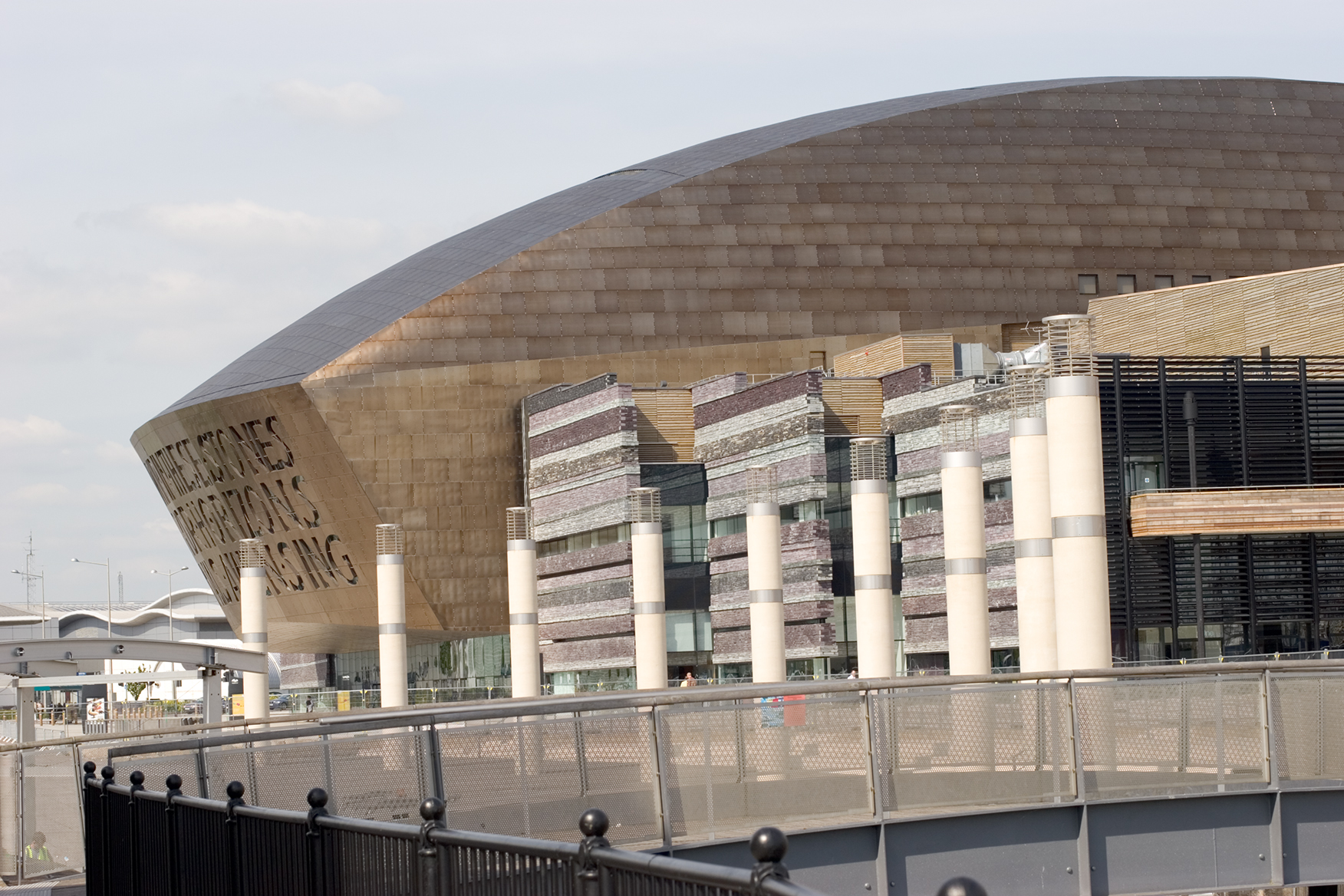
Il Millennium Centre aperto nel novembre 2004

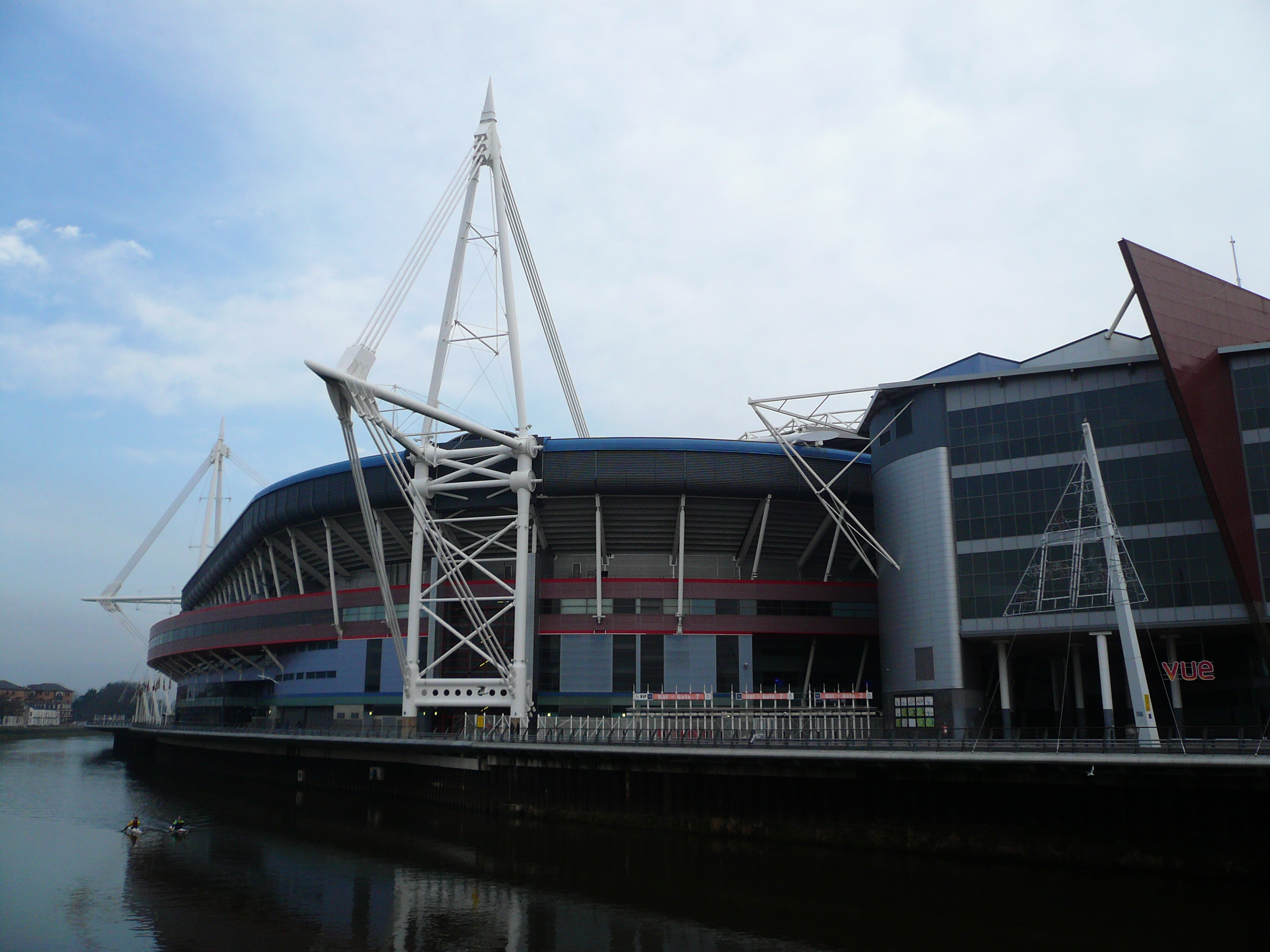
Il Principality stadium di Cardiff.

- Il Castello di Cardiff, costruito nel 1081, su una vecchia fortezza romana e restaurato durante l'età vittoriana da William Burges e dall'architetto Lancelot "Capability" Brown.
- Castell Coch (in gallese “il castello rosso”), castello medievale trasformato alla fine del XIX secolo in edificio fiabesco da William Burges.
- Cattedrale di Llandaff, costruita nel XII secolo sul luogo di una preesistente chiesa, edificata, secondo la tradizione, da San Teilo nel 560; oggi edificio di culto anglicano.
- National Museum of Wales: aperto nel 1927, ospita numerose opere, come Il bacio di Auguste Rodin realizzato in bronzo o La Parigina di Pierre-Auguste Renoir.
- Wales Millennium Centre, complesso di edifici per la danza e le arti drammatiche situato nella Roald Dahl Plass, che si apre sulla baia di Cardiff. È stato aperto nel novembre del 2004.

- Bute Park, gigantesco parco che si estende dal Castello di Cardiff verso nord, attraverso il centro urbano seguendo il corso del fiume Taff.
- Roath Park (Parc y Rhath), parco nella zona residenziale di Roath, noto per il monumento alla sfortunata spedizione, guidata da Robert Falcon Scott, che salpò da Cardiff il 15 giugno 1910 alla volta dell'Antartide.
- Taff Trail, uno dei più importanti percorsi ciclabili della Gran Bretagna (88 km di lunghezza), che collega la baia di Cardiff a Brecon.
- Millennium Stadium (Stadiwm y Mileniwm), costruito nel 1999, è lo stadio di rugby e di calcio coperto più grande del Regno Unito, e può ospitare 74 500 persone. Utilizzato sia per eventi sportivi che per concerti, è stato ricostruito sopra il vecchio stadio "Arms Park", che aveva visto le glorie del grande Galles degli anni settanta di Gareth Edwards. Il 23 agosto 2008 il Millennium Stadium ha ospitato la data di apertura del Tour mondiale di Madonna "Sticky and Sweet Tour". Annualmente ospita una prova cronometrata del Rally di Gran Bretagna, prova valida per il Campionato Mondiale Rally. Durante Londra 2012 lo stadio ospitò partite di calcio e nel 2017 è stato sede della finale della UEFA Champions League 2016-2017 che ha visto come vincitore il Real Madrid.

## Geografia antropica

### Suddivisioni amministrative
La città di Cardiff è suddivisa nelle seguenti 34 comunità: 
| N° | Nome della Comunità           | Note                     |
| -- | ----------------------------- | ------------------------ |
| 01 | Adamsdown                     |                          |
| 02 | Butetown                      |                          |
| 03 | Caerau                        |                          |
| 04 | Canton                        |                          |
| 05 | Castle                        |                          |
| 06 | Cathays                       |                          |
| 07 | Cyncoed                       |                          |
| 08 | Ely                           |                          |
| 09 | Fairwater                     |                          |
| 10 | Gabalfa                       |                          |
| 11 | Grangetown                    |                          |
| 12 | Heath                         |                          |
| 13 | Lisvane                       | Consiglio della Comunità |
| 14 | Llandaff                      |                          |
| 15 | Llandaff North                |                          |
| 16 | Llanedeyrn                    |                          |
| 17 | Llanishen                     |                          |
| 18 | Llanrumney                    |                          |
| 19 | Old Saint Mellons             | Consiglio della Comunità |
| 20 | Pentwyn                       |                          |
| 21 | Pentyrch                      | Consiglio della Comunità |
| 22 | Pontcanna                     |                          |
| 23 | Pontprennau                   |                          |
| 24 | Radyr and Morganstown         | Consiglio della Comunità |
| 25 | Rhiwbina                      |                          |
| 26 | Riverside                     |                          |
| 27 | Roath vecchio nome Plasnewydd |                          |
| 28 | Rumney                        |                          |
| 29 | Splott                        |                          |
| 30 | Saint Fagans                  | Consiglio della Comunità |
| 31 | Thornhill                     |                          |
| 32 | Tongwynlais                   | Consiglio della Comunità |
| 33 | Trowbridge                    |                          |
| 34 | Whitchurch                    |                          |

## Infrastrutture e trasporti
Ferrovie

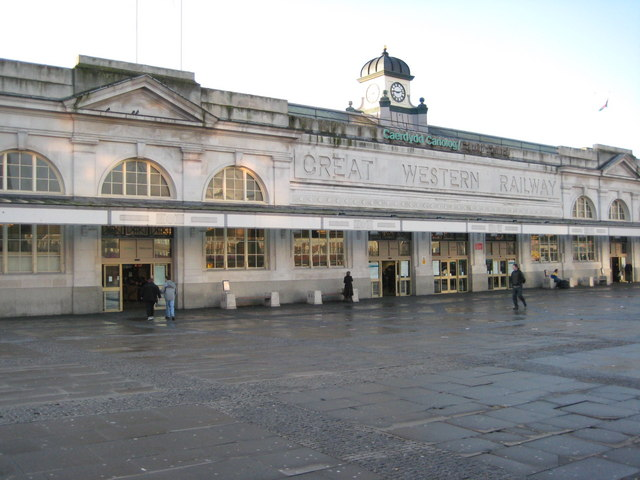
Stazione Centrale di Cardiff.

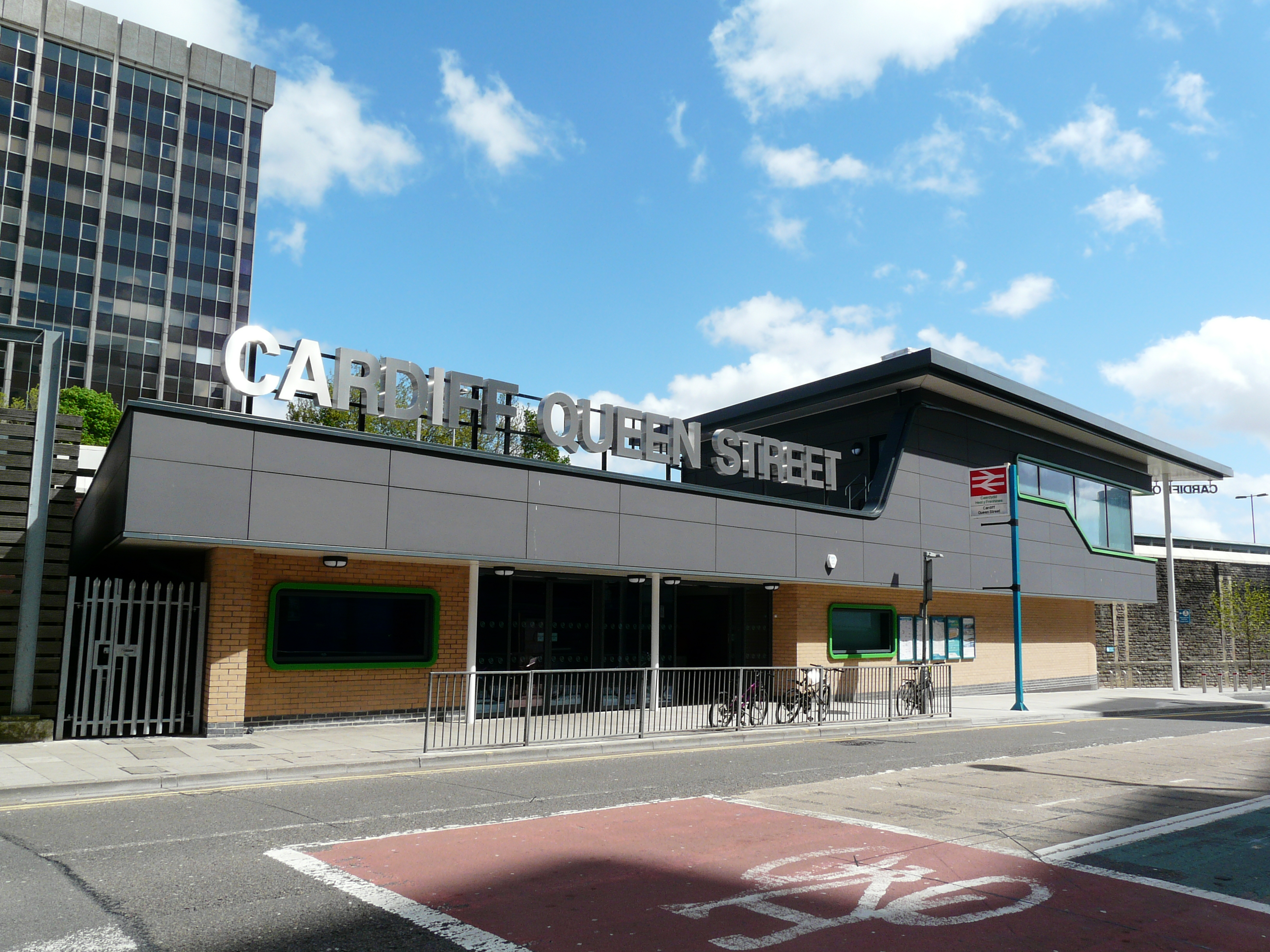
Stazione di Cardiff Queen Street.

La stazione ferroviaria di Cardiff Central è la più grande stazione ferroviaria del Galles con nove piattaforme, attraverso le quali passano oltre 12,5 milioni di passeggeri all'anno. [162] [163] Fornisce servizi diretti a Bridgend e Newport; servizi a lunga distanza, attraverso il Galles, per Wrexham, Holyhead, Bristol, Birmingham, Manchester e Londra. La stazione ferroviaria di Cardiff Queen Street è la seconda più trafficata del Galles ed è l'hub per le rotte attraverso i servizi Valley Lines che collegano le valli del Galles del Sud e la periferia di Cardiff con il centro della città nell'ex sito di Temperance Town. Si trova all'estremità orientale del centro città e offre anche servizi per la baia di Cardiff.
Cardiff ha un sistema ferroviario suburbano noto come Valleys & Cardiff Local Routes, che è gestito da Transport for Wales. Ci sono otto linee che servono 20 stazioni in città, 26 nell'area urbana più ampia (compresi Taffs Well, Penarth e Dinas Powys) e più di 60 nelle valli del Galles del Sud e nella Valle di Glamorgan.
Aeroporti
Collegamenti aerei nazionali e internazionali per Cardiff e il Galles meridionale e occidentale sono forniti dall'aeroporto di Cardiff (CWL), l'unico aeroporto internazionale del Galles. L'aeroporto si trova nel villaggio di Rhoose, a 16 km a ovest della città. Ci sono servizi di autobus regolari che collegano l'aeroporto con la stazione degli autobus di Cardiff Central e un servizio ferroviario dalla stazione ferroviaria di Rhoose Cardiff International Airport a Cardiff Central.
Autostrade
L'autostrada M4 collega Cardiff con Swansea a ovest e Newport e Londra a est.
Bus
Cardiff ha una rete di autobus completa, con fornitori che includono la compagnia di autobus municipale Cardiff Bus (rotte all'interno della città e per Newport, Barry e Penarth), Gruppo NAT (interurbano e per l'aeroporto di Cardiff), Stagecoach South Wales (verso le valli del Galles del Sud) e First Cymru (a Cowbridge e Bridgend). National Express offre servizi diretti per le principali città come Bristol, Londra, Newcastle upon Tyne e Manchester.
Waterbus
Il servizio di taxi acquatico parte ogni ora tra il centro città (Taff Mead Embankment) e Cardiff Bay (Mermaid Quay) e tra Cardiff Bay e Penarth. Tra marzo e ottobre le barche partono dalla baia di Cardiff per portare i visitatori a Flat Holm Island e verso varie destinazioni nel canale di Bristol

## Istruzione

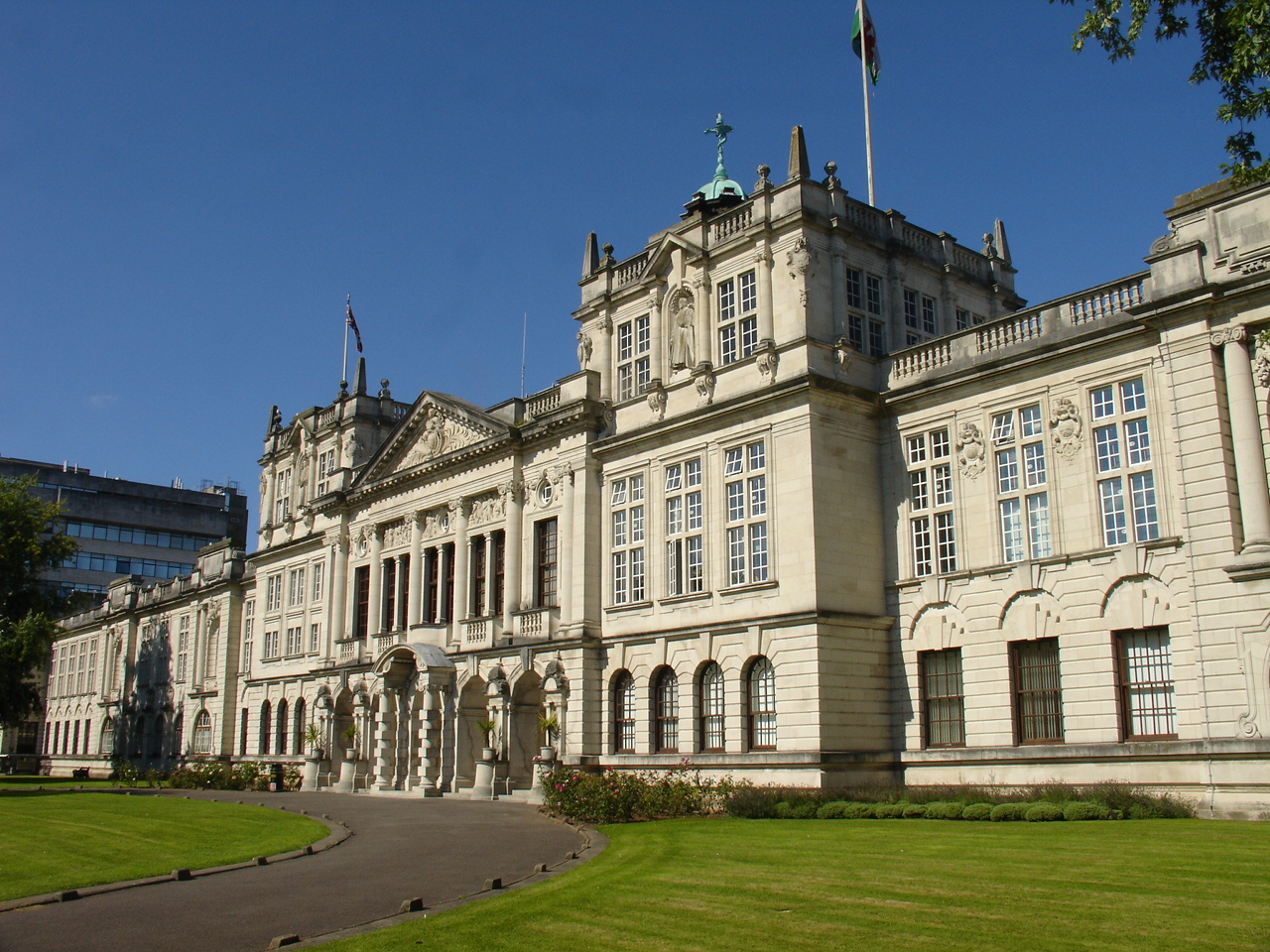
Sede principale Università di Cardiff.

Cardiff ospita quattro importanti istituti di istruzione superiore: l'Università di Cardiff, la Cardiff Metropolitan University, dell'Università del Galles del Sud e del Royal Welsh College of Music & Drama.
L'Università di Cardiff è stata fondata da uno statuto reale nel 1883 come University College of South Wales e Monmouthshire, [169] è un membro del Russell Group di importanti università guidate dalla ricerca, con la maggior parte del suo campus a Cathays e nel centro della città.
La Cardiff Metropolitan University (precedentemente UWIC) ha campus nelle aree di Llandaff, Cyncoed e del centro città e fa parte dell'Università confederale del Galles.
Il Royal Welsh College of Music & Drama è un conservatorio istituito nel 1949 e si trova nel parco del castello di Cardiff.
Il numero totale di studenti dell'istruzione superiore in città è di circa 43 900.

## Amministrazione

### Gemellaggi
Cardiff ha gemellaggi con:
- Legnano
- Bari
- Nantes
- Stoccarda

In precedenza era gemellata anche con Baltimora, USA.